# Caenognosis
Caenognosis là một chi bướm đêm thuộc họ Tortricidae.

## Các loài
- Caenognosis incisa Walsingham in Andrews, 1900